# WrestleMania 38
WrestleMania 38 fue el trigésimo octavo evento anual de lucha libre profesional de WrestleMania y WWE Network producido por la WWE para sus marcas Raw y SmackDown. El evento se llevó a cabo en dos noches, el 2 y 3 de abril de 2022 desde el AT&T Stadium en Arlington, Texas. Los temas oficiales del evento fueron "Sacrifice" de The Weeknd y "All Nightmare Long" de Metallica. Fue el último WrestleMania con Vince McMahon como CEO y Presidente de WWE antes de anunciar su renuncia en julio de 2022.
El evento fue el cuarto WrestleMania que se llevó a cabo en el estado de Texas (después de WrestleMania X-Seven, WrestleMania 25 y WrestleMania 32) y el segundo en el AT&T Stadium después de la mencionada edición 32 en 2016. Fue el tercer WrestleMania que presentó a Brock Lesnar contra Roman Reigns en el evento principal, después de WrestleMania 31 y WrestleMania 34.

## Producción
WrestleMania es considerado el evento insignia de la WWE, ya que se celebró por primera vez en 1985. Es el evento de lucha libre profesional de mayor duración en la historia y se celebra anualmente entre mediados de marzo y mediados de abril. Fue el primero de los cuatro pagos por evento originales de la WWE, que incluyen Royal Rumble, SummerSlam y Survivor Series. WrestleMania está clasificado como la sexta marca deportiva más valiosa del mundo por la revista Forbes, y ha sido descrito como el Super Bowl del entretenimiento deportivo. Contará con los mejores luchadores de las marcas Raw y SmackDown.

## Antecedentes

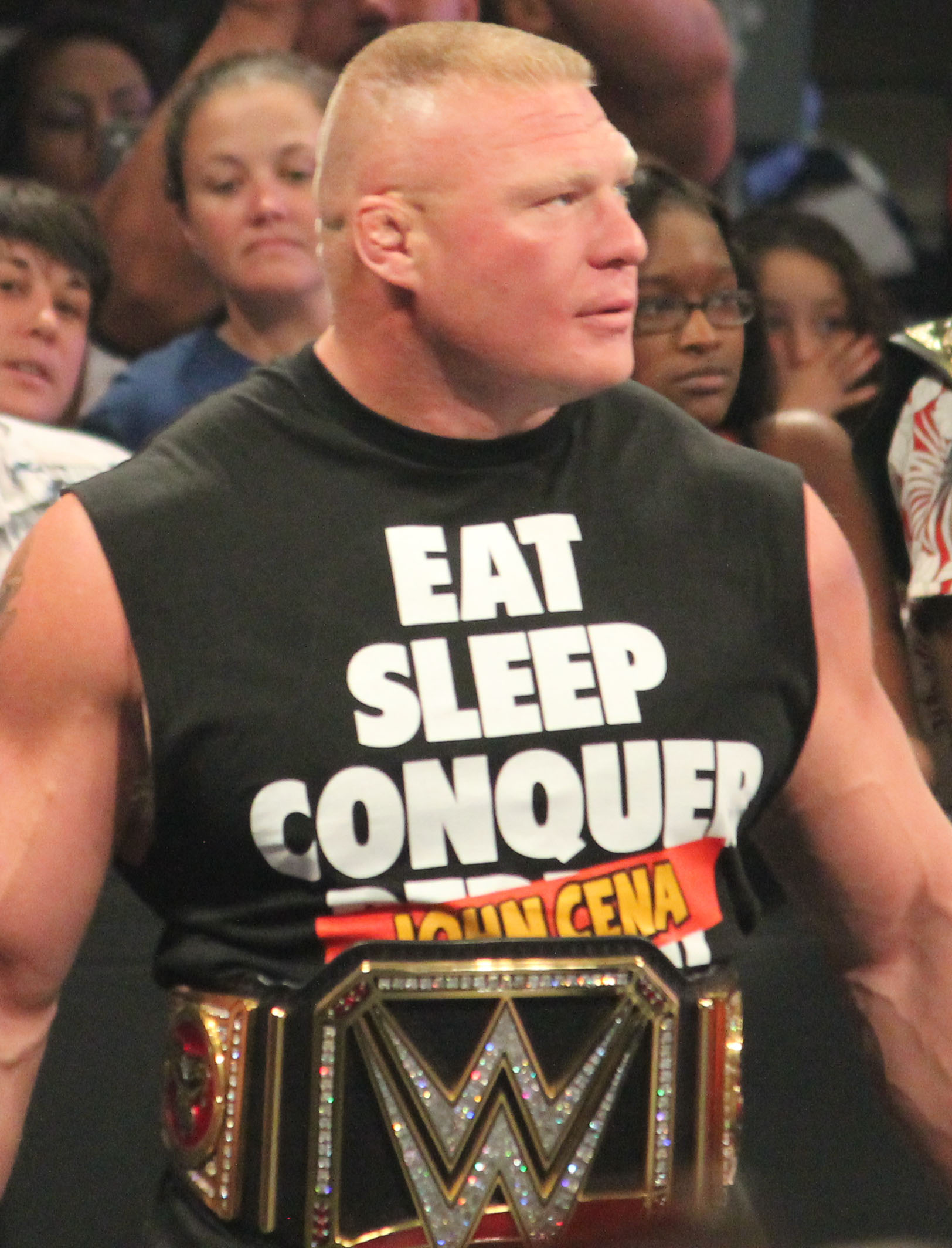
Brock Lesnar ganó el Royal Rumble match masculino y declaró sus intenciones de desafiar a Roman Reigns por el Campeonato Universal de la WWE en WrestleMania 38. En febrero, Lesnar capturó por séptima vez el Campeonato de la WWE en el evento Elimination Chamber. A raíz de ello, el combate se estipuló como un Winner Takes All match donde el ganador se llevaría ambos títulos.

Tras perder el Campeonato de la WWE en WrestleMania 36 dos años atrás, Brock Lesnar hizo una pausa mientras que su mánager hasta entonces, Paul Heyman se alió con Roman Reigns en agosto de 2020, guiándolo a ganar el Campeonato Universal de la WWE en el evento Payback. Así fue como Reigns, bajo una nueva faceta conocida como The Tribal Chief, protagonizaba lo que se consideraría el mejor reinado del Campeonato Universal de la WWE y uno de los más significativos en la historia de la WWE, derrotando mes tras mes a distintos oponentes y romper récords. Después de que Reigns retuviera el título ante John Cena en SummerSlam 2021, Lesnar regresó a la WWE, iniciando una nueva rivalidad con Reigns, sólo que el ingrediente extra era un confundido Heyman que no sabía a quien defender,  programándose un combate entre ambos en Crown Jewel. Sin embargo, Lesnar no pudo destronar a Reigns tras una interferencia de The Usos, y al día siguiente en SmackDown, atacó a Reigns, The Usos, al personal de producción y Adam Pearce, quien lo suspendió indefinidamente antes de propinarle dos F-5. En el episodio del 3 de diciembre de SmackDown, se programó una revancha por el título para Day 1, y semanas después Reigns despidió a Heyman porque creía que estaba trabajando con Lesnar a sus espaldas. Sin embargo, el combate quedó pospuesto debido a que Reigns dio positivo por COVID-19. Debido a su condición de agente libre, Lesnar inició el 2022 siendo agregado a la Fatal 4-Way Match por el Campeonato de la WWE y llevándose el campeonato consigo. En el episodio del 7 de enero de SmackDown, Lesnar, quien se reunió con Heyman, desafió a Reigns a una lucha de campeón contra campeón, pero este se negó. En Royal Rumble, Lesnar perdió el título a manos de Bobby Lashley después de la interferencia de Reigns y un doble cruce de Heyman, quien se realineó con Reigns. Más tarde esa noche, Lesnar ingresó al Royal Rumble match masculino y ganó para ganarse un combate por el campeonato mundial de su elección en WrestleMania. En el siguiente episodio de Raw, Lesnar anunció que desafiaría a Reigns por el Campeonato Universal. Todavía queriendo que fuera un campeón contra campeón, Lesnar fue parte del Elimination Chamber match por el Campeonato de la WWE en el evento homónimo, donde terminó por vapulear a todos sus rivales, a excepción de Bobby Lashley, quien fue lesionado gracias a un ataque de Seth Rollins sobre Austin Theory y recuperar el título. Luego se confirmó que el combate, sería un Winner Takes All por ambos campeonatos mundiales en WrestleMania 38.
En Royal Rumble, Ronda Rousey realizó su primera aparición desde abril de 2019, como vencedora del Royal Rumble match femenino para ganar un combate por el campeonato mundial femenino de su elección en WrestleMania 38. Después de reflexionar sus elecciones debido a tener una historia acalorada tanto con la Campeona Femenina de Raw Becky Lynch como la Campeona Femenina de SmackDown Charlotte Flair, a quienes llegó a enfrentar en WrestleMania 35, Rousey anunció que desafiaría a Flair en WrestleMania 38.

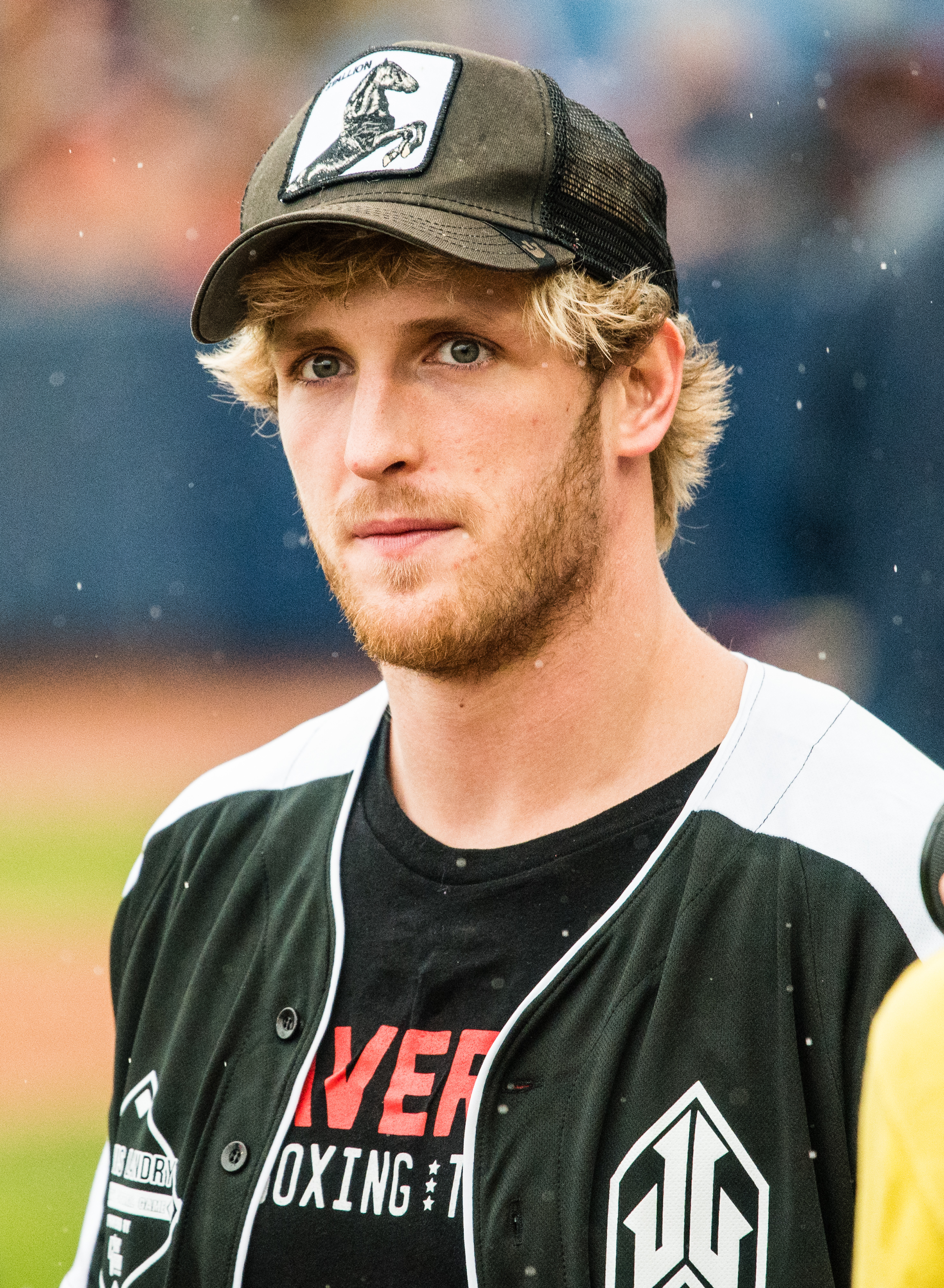
El youtuber, celebridad de internet y boxeador Logan Paul hizo su debut como luchador profesional en WrestleMania 38, uniéndose a The Miz para enfrentarse a The Mysterio.

En el episodio del 31 de enero de Raw, The Miz derrotó a Dominik Mysterio. La semana siguiente, Dominik y su padre Rey Mysterio fueron invitados en "Miz TV". Rey afirmó que The Miz hizo trampa, mientras que este se opuso a que Rey tuviera la oportunidad de clasificarse para el Elimination Chamber match por el Campeonato de la WWE y él no lo hizo, así como también que Rey era la estrella de portada del videojuego WWE 2K22. The Miz también cuestionó si Rey era realmente el padre de Dominik, haciendo referencia al feudo que este tuvo con Eddie Guerrero en torno a la custodia (kayfabe) de Dominik en SummerSlam 2005. Dominik derrotó a The Miz en una revancha en Raw y posteriormente Rey lo derrotó en el kick-off de Elimination Chamber. Más tarde entre bastidores, The Miz acusó a Rey de hacer trampa con su hijo y dijo que encontraría un compañero de equipo que fuera una "superestrella mundial". En el episodio del 21 de febrero de Raw, mientras The Miz se burlaba de la identidad de su compañero en WrestleMania 38, The Mysterios interrumpieron, afirmando que no importaba a quién había elegido. The Miz luego reveló a Logan Paul como su compañero.

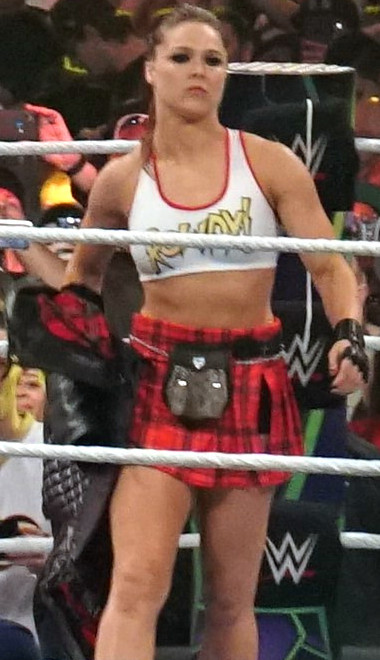
Ronda Rousey regresó a WWE después de casi tres años y ganó el Royal Rumble match femenino para posteriormente desafiar a Charlotte Flair por el Campeonato Femenino de SmackDown en WrestleMania 38.

En SummerSlam, Becky Lynch hizo un regreso sorpresa y derrotó a la entonces Campeona Femenina de SmackDown Bianca Belair en cuestión de segundos para ganar el campeonato. En el transcurso del próximo mes, Lynch lo retendría contra Belair usando tácticas encubiertas antes de ser cambiada a Raw, donde ella y Charlotte Flair intercambiaron sus respectivos campeonatos de marca durante el episodio del 22 de octubre de SmackDown. En Elimination Chamber, Belair ganó el combate femenino de Elimination Chamber para obtener un combate por el Campeonato Femenino de Raw en WrestleMania 38. Lo que sería una revancha de aquel squash en SummerSlam se confirmó luego de que Lynch era la Campeona Femenina de Raw y retuvo el campeonato ante Lita. Esto a su vez programó, como curiosidad a destacar, las únicas dos mujeres en ganar en el evento principal de WrestleMania en un duelo una contra la otra (Lynch en WrestleMania 35 y Belair en la noche 1 de WrestleMania 37, respectivamente).
En el episodio del 25 de febrero de SmackDown, Sasha Banks & Naomi anunciaron que desafiarían a la Queen Zelina & Carmella por el Campeonato Femenino en Parejas de la WWE en WrestleMania 38. En el siguiente episodio de Raw, ellas aceptaron. No obstante, Rhea Ripley & Liv Morgan se agregaron al combate después de que derrotaran a las campeonas en un combate sin título en el episodio del 7 de marzo de Raw. Shayna Baszler & Natalya fueron las últimas en apuntarse a la lucha después de que en el episodio del 18 de marzo de SmackDown, atacaran a Banks, Naomi, Ripley y Morgan, quienes estaban compitiendo en una lucha por equipos, que terminó sin resultado. Más adelante, se hizo oficial que Zelina y Carmella defenderán los títulos en una Fatal 4-Way Tag Team match en el evento.
En el episodio del 21 de febrero de Raw, Edge hizo su primera aparición tras Royal Rumble, donde lanzó un reto abierto para WrestleMania 38. La semana siguiente, Edge salió para ver quién respondería a su desafío, que fue aceptado por AJ Styles. Edge luego dijo que estaba contento de que Styles aceptara, ya que era alguien que merecía enfrentarlo desde hace tiempo; sin embargo, quería a la versión de Styles que fue Campeón de la WWE y no al que fuera compañero de equipo de Omos. Edge se volvió heel, golpeó la cabeza de Styles entre dos sillas, con el «Con-chair-to» (técnica mortal que utilizó, antes de su retiro).
El 3 de marzo de 2022, Vince McMahon hizo una rara aparición en los medios para una entrevista con Pat McAfee en su programa The Pat McAfee Show. Durante la entrevista, McMahon le ofreció a McAfee un combate en WrestleMania 38. McAfee, quien se desempeña principalmente como comentarista de SmackDown, aceptó, y McMahon declaró que le encontraría un oponente. En el episodio de la noche siguiente de SmackDown, Austin Theory, que había estado bajo la tutela de Vince durante los últimos meses, se reveló como el oponente de McAfee en WrestleMania 38.

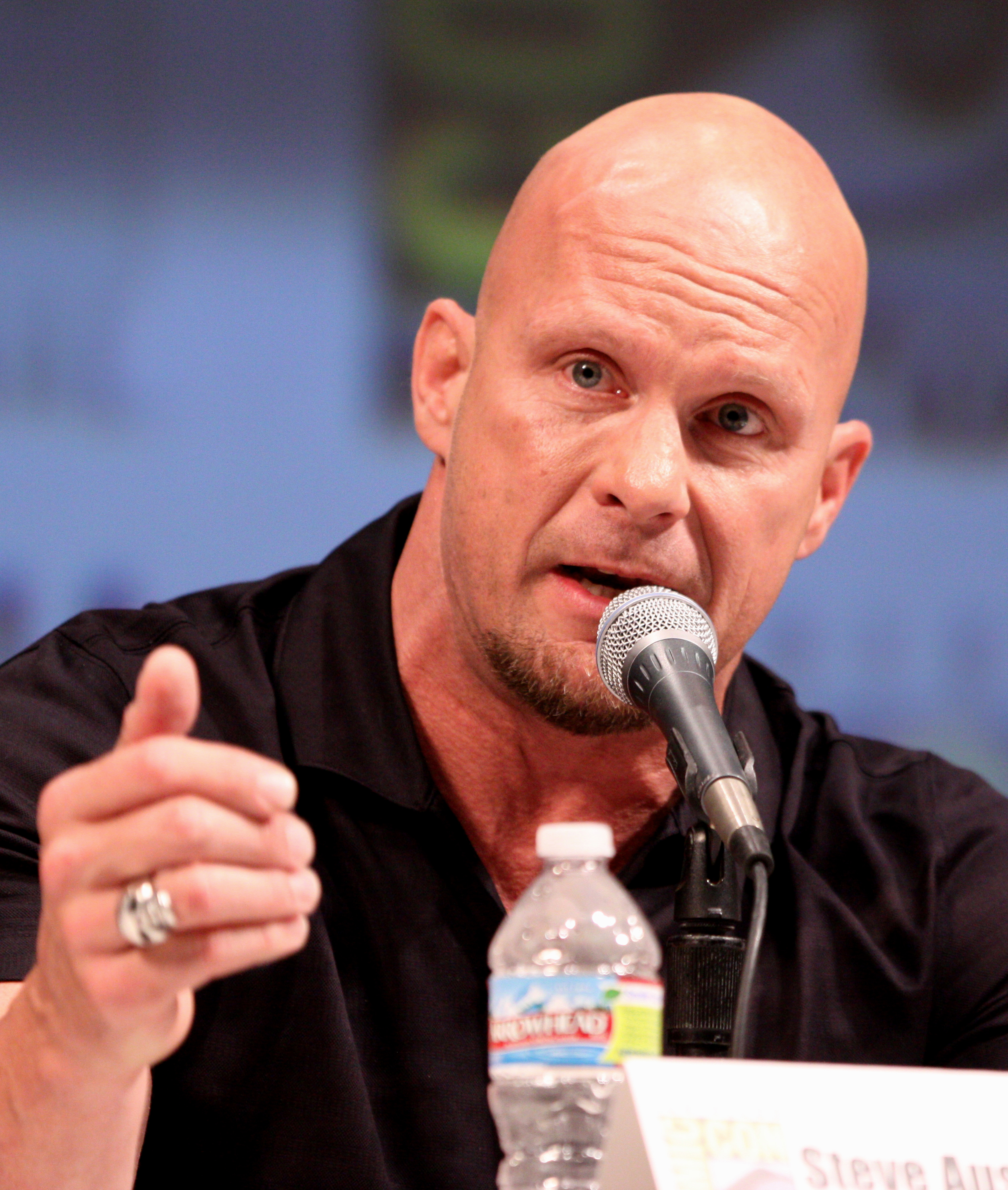
"Stone Cold" Steve Austin se enfrentó a Kevin Owens en la
noche 1 de WrestleMania 38 en un No Holds Barred match. Este combate marcaría el primero de Austin en 19 años tras su retiro en 2003.

En el episodio del 7 de marzo de Raw, Kevin Owens formó equipo con Seth Rollins en un combate por los Campeonatos en Parejas de Raw enfrentando a RK-Bro (Randy Orton & Riddle) y Alpha Academy (Chad Gable & Otis), el cual perdieron. En ese mismo episodio, Owens se mostraba furioso porque no tenía un rival para WrestleMania 38, aunque declaró que si estará presente con su segmento de entrevistas "The KO Show", cuyo invitado sería "Stone Cold" Steve Austin. Durante ese periodo, Owens arremetería contra Texas, estado natal de Austin y sede del evento, y este aceptó su invitación con tal de exigir respeto. Más adelante se programó que el segmento ocurriría en la primera noche de WrestleMania 38.
Durante el evento Day 1, el actor y doble de riesgo de Jackass, Johnny Knoxville, anunció que participaría en el Royal Rumble match masculino. Sami Zayn discrepó de esto, alegando que Knoxville no era más que una celebridad y ni se ganó la oportunidad. Después de que Zayn perdiera su combate en el siguiente SmackDown, Knoxville corrió hacia el ring y arrojó a Zayn por encima de la cuerda superior como muestra de advertencia. En Royal Rumble, los dos se enfrentaron en la batalla real masculina donde Zayn eliminó a Knoxville. Posteriormente, Zayn se invitaría a sí mismo a la alfombra roja del estreno de Jackass Forever, por lo que tras una confrontación con Knoxville, fue expulsado. Knoxville luego interrumpió la celebración de Zayn por ganar el Campeonato Intercontinental desafiándolo por el título en WrestleMania 38, pero Zayn se negó. En el episodio del 4 de marzo de SmackDown, Zayn perdió el campeonato a manos de Ricochet, cuando Knoxville hiciera acto de presencia, para costárle la victoria. Un Zayn enfurecido en los backstage, desafió a Knoxville a un combate en WrestleMania, que Knoxville finalmente aceptó. Después de que Knoxville compartiera el número de teléfono de Zayn (mostrado en un vídeo), al grado de que este quedara con el celular, saturado de mensajes de texto, Zayn cambió la estipulación a un Anything Goes Match en WrestleMania 38.
A finales de 2021, Drew McIntyre comenzó una rivalidad con Happy Corbin y Madcap Moss. En Day 1 , McIntyre inició el 2022 llevándose una victoria sobre Moss. Sin embargo, más tarde esa noche, este y Corbin atacaron a McIntyre en backstage. Se informó que McIntyre se sometió a una cirugía en el cuello, pero al más puro estilo de John Cena, regresó antes de lo previsto en Royal Rumble ingresando al Royal Rumble match donde eliminó a Moss y Corbin. McIntyre luego derrotó nuevamente a Moss en un combate Falls Count Anywhere en Elimination Chamber. En el siguiente SmackDown, McIntyre estaba programado para enfrentar a Corbin, pero junto a Moss atacaron a McIntyre, lo que llevó a McIntyre a enfrentarse por tercera ocasión a Moss, que McIntyre ganó. El 3 de marzo, se programó un combate entre McIntyre y Corbin para WrestleMania 38.
Durante semanas, Seth Rollins intentó conseguir un lugar en WrestleMania 38. Después de no poder derrotar a quien fuera su socio, Kevin Owens, y a AJ Styles para ocupar sus respectivos lugares, un enfadado Rollins advirtió que si no le daban un combate en el lapso de una semana, hará todo por sabotear Raw. Sin embargo, Vince McMahon llamó a Rollins a su oficina la mañana del 28 de marzo, donde McMahon dijo que elegirá un oponente para Rollins, el cual sería revelado en el mismo fin de semana de WrestleMania 38.
En el episodio del 7 de marzo de Raw, RK-Bro (Randy Orton & Riddle) derrotaron a los equipos de Kevin Owens y Seth Rollins y a los campeones en parejas de Raw Alpha Academy (Otis & Chad Gable) en una triple amenaza por equipos para ganar el campeonato por segunda vez, asegurando un lugar para WrestleMania 38. La semana siguiente, The Street Profits (Angelo Dawkins & Montez Ford) interrumpieron la celebración de RK-Bro, lo que llevó a una lucha individual entre Ford y Riddle, que terminó sin resultado después de la interferencia de Alpha Academy. El 21 de marzo, se programó una lucha por equipos entre RK-Bro, Alpha Academy y The Street Profits por el Campeonato en Parejas de Raw para el evento.
En el episodio del 4 de marzo de SmackDown, antes de la exitosa defensa del Campeonato de Parejas de SmackDown de The Usos (Jey Uso & Jimmy Uso), atacaron a Shinsuke Nakamura y Rick Boogs en el escenario antes de presentar a Roman Reigns. La semana siguiente, Boogs derrotó a Jey en un combate individual, lo que resultó en que él y Nakamura se convirtieran en los retadores #1 a los títulos en WrestleMania 38.
En marzo, The New Day (Big E, Kofi Kingston & Xavier Woods) comenzaron una rivalidad con Sheamus y Ridge Holland. En el episodio del 4 de marzo de SmackDown, Big E estaba programado para enfrentar a Sheamus, pero el combate nunca se efectuó cuando Big E y Kingston fueron atacados por Sheamus y Holland, quienes luego se marcharon en la cuadrimoto de The New Day y lo despedazaron con mazos. La semana siguiente, Sheamus y Holland presentaron a Pete Dunne, quien posteriormente fue rebautizado como Butch. Más tarde esa noche, Kingston y Big E perdieron ante Holland y Sheamus; en ese combate, Holland aplicaría mal un Belly to Belly en ringside, lo que resultó en que Big E aterrizara en la parte superior de su cabeza. Por ello, Big E fue sacado de la arena en camilla y enviado a un hospital, donde reveló la gravedad de sus heridas. Semanas más adelante, fue programado un combate entre Sheamus y Holland contra Kingston y Woods para WrestleMania 38.
En el episodio del 28 de marzo de Raw, Omos, después de ganar un squash match, fue entrevistado sobre quién podría desafiarlo a continuación cuando apareciera Bobby Lashley, en su primera aparición desde Elimination Chamber. Lashley y Omos luego se involucraron en una riña, que terminó con Lashley logrando derribar a Omos. Más tarde esa noche, se hizo oficial un combate entre los dos para el evento.

## Resultados

### Noche 1: 2 de abril
- The Usos (Jey Uso & Jimmy Uso) derrotaron a Shinsuke Nakamura & Rick Boogs y retuvieron el Campeonato en Parejas de SmackDown (6:55).[30][31]
  - Jey cubrió a Nakamura después de un «1D».
  - Durante la lucha, Boogs sufrió una lesión legítima.
- Drew McIntyre derrotó a Happy Corbin (con Madcap Moss) (8:35).[30][32]
  - McIntyre cubrió a Corbin después de una «Claymore».
  - Durante la lucha, Moss interfirió a favor de Corbin.
  - McIntyre se convirtió en el primer luchador de WWE en escapar de la cuenta de tres tras un «End of Days» de Corbin.
- The Miz & Logan Paul derrotaron a The Mysterios (Rey Mysterio & Dominik Mysterio) (11:15).[30][33]
  - The Miz cubrió a Rey después de un «Skull Crushing Finale».
  - Después de la lucha, The Miz traicionó y atacó a Paul.
- Bianca Belair derrotó a  Becky Lynch y ganó el Campeonato Femenino de Raw (19:10).[30][34]
  - Belair cubrió a Lynch después de un «KOD».
- Cody Rhodes derrotó a Seth Rollins (21:40).[30][35]
  - Rhodes cubrió a Rollins después de un «Diving Elbow Drop» y tres «Cross Rhodes».
  - Este fue el regreso de Rhodes tras 6 años fuera de la WWE.
- Charlotte Flair derrotó a Ronda Rousey y retuvo el Campeonato Femenino de SmackDown (18:30).[30][36]
  - Flair cubrió a Rousey después de un «Big Boot».
  - Durante la lucha, Rousey hizo rendir a Flair con un «Armbar», pero el árbitro estaba inconsciente al momento de la rendición.
- Stone Cold Steve Austin derrotó a Kevin Owens en un No Holds Barred Match (13:55).[30]
  - Austin cubrió a Owens después de un «Stone Cold Stunner».
  - Después de la lucha, Austin atacó con un «Stone Cold Stunner» a Owens y Byron Saxton, mientras celebraba con este último.
  - Este fue el primer combate oficial de Austin, tras 19 años de retiro, específicamente, desde WrestleMania XIX.

### Noche 2: 3 de abril
- RK-Bro (Randy Orton & Riddle) derrotaron a The Street Profits (Angelo Dawkins & Montez Ford) y Alpha Academy (Chad Gable & Otis) y retuvieron el Campeonato en Parejas de Raw (11:30).[37][38]
  - Orton cubrió a Gable después de un «RKO» en el aire mientras, Riddle le aplicaba un «RKO» a Ford desde la tercera cuerda.
  - Después de la lucha, The Street Profits celebraron con RK-Bro.
  - Después de la lucha, Gable Steveson atacó a Gable.
- Bobby Lashley derrotó a Omos (6:35).[37][39]
  - Lashley cubrió a Omos después de dos «Spear».
- Johnny Knoxville derrotó a Sami Zayn en un Anything Goes Match (14:25).[37][40]
  - Knoxville cubrió a Zayn después de atraparlo en una trampa gigante para ratones.
  - Durante la lucha, el elenco de Jackass Forever interfirió a favor de Knoxville.
- Sasha Banks & Naomi derrotaron a Carmella & Queen Zelina (c), Rhea Ripley & Liv Morgan y Natalya & Shayna Baszler y ganaron el Campeonato Femenino en Parejas de la WWE (10:50).[37][41]
  - Banks cubrió a Carmella después de un «Facebuster».
- Edge derrotó a AJ Styles (24:05).[37][42]
  - Edge cubrió a Styles después de un «Spear» en el aire.
  - Durante la lucha, Damian Priest interfirió a favor de Edge.
- Sheamus & Ridge Holland (con Butch) derrotaron a The New Day (Kofi Kingston & Xavier Woods) (1:40).[37][43]
  - Holland cubrió a Woods después de un «Northern Grit».
  - Durante la lucha, Butch interfirió a favor de Sheamus & Holland.
  - Originalmente esta lucha era parte de la noche 1, pero por falta de tiempo se reprogramó para esta noche.
- Pat McAfee derrotó a Austin Theory (con Mr. McMahon) (9:40).[37][44]
  - McAfee cubrió a Theory después de revertir un «ATL» en un «Roll-Up».
- Mr. McMahon (con Austin Theory) derrotó a Pat McAfee (3:45).[37]
  - Mr. McMahon cubrió a McAfee después de golpearlo con un balón de fútbol americano.
  - Durante la lucha, Theory interfirió a favor de Mr. McMahon.
  - Después de la lucha, Stone Cold Steve Austin atacó a Theory, Mr. McMahon y McAfee con un «Stone Cold Stunner».
- El Campeón Universal Roman Reigns (con Paul Heyman) derrotó al Campeón de la WWE Brock Lesnar y ganó el Campeonato Universal Indiscutible de la WWE (12:15).[37][45]
  - Reigns cubrió a Lesnar después de un «Spear».
  - Durante la lucha, Heyman interfirió a favor de Reigns.
  - Ambos campeonatos estuvieron en juego.

## Raw WrestleMania Edition
- Rey Mysterio (con Dominik Mysterio) derrotó a The Miz (con Logan Paul).
  - Rey cubrió a The Miz con un «Roll-Up».
  - Antes de la lucha, el árbitro expulsó a Dominik de ringside.
  - Durante la lucha, Paul interfirió a favor de The Miz.
  - Después de la lucha, Rey & Dominik atacaron a The Miz & Paul.
- Omos derrotó a The Viking Raiders (Erik & Ivar) por cuenta fuera.
  - Omos ganó la lucha después que Ivar no regresara al ring antes de la cuenta de 10.
  - Después de la lucha, Bobby Lashley hizo su regreso y confrontó a Omos.
- Sasha Banks, Naomi, Liv Morgan & Rhea Ripley derrotaron a Carmella, Queen Zelina, Natalya & Shayna Baszler.
  - Ripley cubrió a Zelina después de un «Riptide».
- Austin Theory derrotó al Campeón Intercontinental Ricochet.
  - Theory cubrió a Ricochet después de un «ATL».
  - El Campeonato Intercontinental de Ricochet no estuvo en juego.
- Drew McIntyre derrotó a Madcap Moss (con Happy Corbin).
  - McIntyre cubrió a Moss después de un «Claymore».
  - Después de la lucha, Corbin atacó a McIntyre.
- Los Campeones en Parejas de Raw RK-Bro (Randy Orton & Riddle) y los Campeones en Parejas de SmackDown The Usos (Jey Uso & Jimmy Uso) terminaron sin resultado.
  - La lucha terminó sin resultado después que The Street Profits atacaran a RK-Bro mientras que Shinsuke Nakamura & Rick Boogs atacaran a The Usos.
  - Después de la lucha, RK-Bro atacó a The Street Profits.
  - Ninguno de los dos campeonatos estuvieron en juego.

## SmackDown WrestleMania Edition
- Madcap Moss ganó el André the Giant Memorial Battle Royal.
  - Moss eliminó finalmente a Finn Bálor, ganando la lucha.
  - Los otros participantes fueron (en orden de eliminación y quien lo eliminó): Akira Tozawa (Priest), Reggie (Priest), R-Truth (Priest), Jinder Mahal (Erik y Ivar), T-BAR (Benjamin), Drew Gulak (Moss), Cedric Alexander (Crews), Shelton Benjamin (Azeez), Mansoor (Ciampa), Apollo Crews (Erik y Ivar), Ivar (Azeez), Erik (Azeez y Shanky), Commander Azzez (Priest, Roode, Ziggler, Bálor, Moss y Ciampa), Shanky (Azeez y Priest), Damian Priest (Bálor), Tommaso Ciampa (Ziggler), Robert Roode (Moss) y Dolph Ziggler (Moss).
  - Durante la lucha, Happy Corbin intervino a favor de Moss.
- Ricochet derrotó a Angel y Humberto y retuvo el Campeonato Intercontinental.
  - Ricochet cubrió a Humberto después de un «Recoil».
- Sasha Banks & Naomi derrotaron a las Campeonas Femeninas en Parejas de la WWE Carmella & Queen Zelina.
  - Naomi cubrió a Zelina después de un «Feel The Glow».
  - El Campeonato Femenino en Parejas de la WWE de Carmella & Zelina no estuvo en juego.
- Rick Boogs (con Shinsuke Nakamura) y Jimmy Uso (con Jey Uso) terminaron sin resultado.
  - La lucha terminó sin resultado después que Austin Theory atacara a Nakamura, siendo detenido por Finn Bálor.
- The Usos (Jey Uso & Jimmy Uso) & Austin Theory derrotaron a Finn Bálor, Shinsuke Nakamura & Rick Boogs.
  - Theory cubrió a Bálor después de un «ATL».